# Gemünden (Felda)
Gemünden (Felda) ist eine Gemeinde im mittelhessischen Vogelsbergkreis.

## Geographie

### Geographische Lage
Gemünden (Felda) liegt an den vom Vogelsberg ausgehenden Flüssen Felda und Ohm in der Region Oberhessen am Vorderen und Unteren Vogelsberg, nordwestlich des eigentlichen Hohen Vogelsbergs.
Großräumig liegt Gemünden zwischen Gießen und Bad Hersfeld. Durch die Gemarkung führt die A 5.

### Nachbargemeinden
Gemünden grenzt im Nordwesten an die Stadt Homberg (Ohm), im Nordosten an die Stadt Kirtorf, im Osten an die Stadt Romrod, im Südosten an die Gemeinde Feldatal, sowie im Südwesten an die Gemeinde Mücke.

### Gemeindegliederung
Die Gemeinde Gemünden (Felda) besteht aus sieben Ortschaften, die durch Zusammenschluss anlässlich der Gebietsreform 1971 zu einer Großgemeinde zusammengefasst wurden.
Die Ortsteile:
- Nieder-Gemünden
- Burg-Gemünden
- Ehringshausen
- Hainbach
- Elpenrod
- Otterbach
- Rülfenrod

Der Sitz der Gemeindeverwaltung ist Nieder-Gemünden.

## Geschichte
Zum 31. Dezember 1971 fusionierten im Zuge der Gebietsreform in Hessen die bis dahin selbständigen Gemeinden Burg-Gemünden, Ehringshausen, Elpenrod, Hainbach, Nieder-Gemünden, Otterbach und Rülfenrod freiwillig zur neuen Gemeinde Gemünden. Für alle eingegliederten ehemaligen Gemeinden wurde je ein Ortsbezirk gebildet.
Zum 14. März 1973 wurde der Name der Gemeinde Gemünden amtlich in Gemünden (Felda) geändert.

## Politik

### Gemeindevertretung
Die Kommunalwahl am 14. März 2021 lieferte folgendes Ergebnis, in Vergleich gesetzt zu früheren Kommunalwahlen:
| Sitzverteilung in der Gemeindevertretung 2021Insgesamt 15 Sitze - SPD: 4 - UBL: 5 - BGG: 6 | Parteien und Wählergemeinschaften | Parteien und Wählergemeinschaften       | % 2021 | Sitze 2021 | % 2016 | Sitze 2016 | % 2011 | Sitze 2011 | % 2006 | Sitze 2006 | % 2001 | Sitze 2001 |
| Sitzverteilung in der Gemeindevertretung 2021Insgesamt 15 Sitze - SPD: 4 - UBL: 5 - BGG: 6 | UBL                               | Unabhängige Bürgerliste                 | 33,7   | 5          | 43,0   | 6          | 37,9   | 6          | 36,2   | 8          | 16,5   | 4          |
| Sitzverteilung in der Gemeindevertretung 2021Insgesamt 15 Sitze - SPD: 4 - UBL: 5 - BGG: 6 | SPD                               | Sozialdemokratische Partei Deutschlands | 24,1   | 4          | 30,4   | 5          | 31,2   | 5          | 34,5   | 8          | 37,3   | 8          |
| Sitzverteilung in der Gemeindevertretung 2021Insgesamt 15 Sitze - SPD: 4 - UBL: 5 - BGG: 6 | BGG                               | Bürgergemeinschaft Gemünden             | 42,2   | 6          | 26,5   | 4          | 30,9   | 4          | 29,2   | 7          | 29,2   | 7          |
| Sitzverteilung in der Gemeindevertretung 2021Insgesamt 15 Sitze - SPD: 4 - UBL: 5 - BGG: 6 | FBG                               | Frei Bürger Gemünden                    | —      | —          | —      | —          | —      | —          | —      | —          | 17,0   | 4          |
| Sitzverteilung in der Gemeindevertretung 2021Insgesamt 15 Sitze - SPD: 4 - UBL: 5 - BGG: 6 | gesamt                            | gesamt                                  | 100,0  | 15         | 100,0  | 15         | 100,0  | 15         | 100,0  | 23         | 100,0  | 23         |
| Sitzverteilung in der Gemeindevertretung 2021Insgesamt 15 Sitze - SPD: 4 - UBL: 5 - BGG: 6 | Wahlbeteiligung in %              | Wahlbeteiligung in %                    | 56,4   | 56,4       | 55,6   | 55,6       | 53,0   | 53,0       | 50,2   | 50,2       | 63,4   | 63,4       |

### Bürgermeister
Nach der hessischen Kommunalverfassung wird der Bürgermeister für eine sechsjährige Amtszeit gewählt, seit dem Jahr 1993 in einer Direktwahl, und ist Vorsitzender des Gemeindevorstands, dem in der Gemeinde Gemünden (Felda) neben dem Bürgermeister ehrenamtlich ein Erster Beigeordneter und fünf weitere Beigeordnete angehören. Bürgermeister ist seit dem 1. Mai 2022 Daniel Müller (BGG). Er wurde als Nachfolger von Lothar Bott, der nach drei Amtszeiten nicht wieder kandidiert hatte, am 26. September 2021 im ersten Wahlgang bei 65,34 Prozent Wahlbeteiligung mit 54,56 Prozent der Stimmen gewählt.
Amtszeiten der Bürgermeister
- 2022–2028 Daniel Müller (BGG)[10]
- 2004–2022 Lothar Bott[11]
- 2001–2003 Paul Weber (SPD) (Amtsantritt 1. April 2001, ausgeschieden nach Abwahl durch Bürgerentscheid mit Ablauf des 10. November 2003; in Krankheits- und Vakanzvertretung leitete Bürgermeister a. D. Dieter Böck (Mücke) als Staatsbeauftragter die Gemeindeverwaltung ab Juli 2003 fünf Monate lang kommissarisch; danach übernahm Erster Beigeordneter Gert Stumpf (SPD) bis 30. April 2004.)[14]
- 1989–2001 Peter Antmansky (BGG)
- 1977–1989 Otto Fischer (BGG)[15]
- 1972–1977 Friedrich Wilhelm Schäfer (BGG) (1913–1979)[16]

## Persönlichkeiten

### Söhne und Töchter der Gemeinde
- Friedrich Münch (* 25. Juni 1799 in Nieder-Gemünden; † 14. Dezember 1881 in Augusta, Missouri), deutsch-amerikanischer Pastor, Winzer, Politiker und Schriftsteller
- Friedrich Wilhelm Müller (* 12. September 1819 in Burg-Gemünden; † 13. Juni 1896 in Darmstadt), Baurat, Politiker und Abgeordneter
- Otfried Praetorius (* 26. Februar 1878 in Nieder-Gemünden; † 23. November 1964), Gymnasialprofessor und Genealoge.

### Persönlichkeiten mit Bezug zur Gemeinde
- Wilhelm August Dollinger (1873–1959), hessischer Landtagsabgeordneter (DVP), Lehrer in Nieder-Gemünden
- Hermann Bräuning-Oktavio (1888–1977), Literaturhistoriker, Kritiker, Übersetzer und Verleger, in der Nachkriegszeit als Privatgelehrter in Burg-Gemünden ansässig